# Illice subrubra
Illice subrubra är en fjärilsart som beskrevs av William Schaus 1905. Illice subrubra ingår i släktet Illice och familjen björnspinnare. Inga underarter finns listade i Catalogue of Life.